# Coppa del Mondo di sci di fondo 2024
La Coppa del Mondo di sci di fondo 2024 è stata la quarantaduesima edizione della manifestazione organizzata dalla Federazione Internazionale Sci; è iniziata il 24 novembre 2023 a Kuusamo, in Finlandia, e si è conclusa il 17 marzo 2024 a Falun, in Svezia.
Sia in campo maschile sia in campo femminile sono state disputate tutte le 27 gare individuali (15 di distanza, 11 sprint, 1 competizione intermedia a tappe) e le 3 a squadre (2 staffette, 1 sprint a squadre) in programma, in 15 diverse località; è stata inserita in calendario una staffetta mista. In seguito all'invasione russa dell'Ucraina del 2022, gli atleti russi e bielorussi sono stati esclusi dalle competizioni.
Tra gli uomini il norvegese Harald Østberg Amundsen si è aggiudicato sia la Coppa del Mondo generale, sia quella di distanza; il suo connazionale Johannes Høsflot Klæbo (detentore uscente della Coppa generale) ha vinto la Coppa del Mondo di sprint.
Tra le donne la statunitense Jessica Diggins si è aggiudicata sia la Coppa del Mondo generale, sia quella di distanza; la svedese Linn Svahn ha vinto quella sprint. La norvegese Tiril Udnes Weng era la detentrice uscente della Coppa generale.

## Uomini

### Risultati
| Data                            | Località                     | Nazione                | Specialità  | Primo                                                                                | Secondo                                                              | Terzo                                                                                  |
| ------------------------------- | ---------------------------- | ---------------------- | ----------- | ------------------------------------------------------------------------------------ | -------------------------------------------------------------------- | -------------------------------------------------------------------------------------- |
| 24 novembre 2023                | Kuusamo                      | Finlandia              | SP TC       | Erik Valnes                                                                          | Richard Jouve                                                        | Johannes Høsflot Klæbo                                                                 |
| 25 novembre 2023                | Kuusamo                      | Finlandia              | 10 km TC    | Martin Løwstrøm Nyenget                                                              | Iivo Niskanen                                                        | Erik Valnes                                                                            |
| 26 novembre 2023                | Kuusamo                      | Finlandia              | 20 km TL MS | Jan Thomas Jenssen                                                                   | Michal Novák                                                         | Harald Østberg Amundsen                                                                |
| 2 dicembre 2023                 | Gällivare                    | Svezia                 | 10 km TL    | Pål Golberg                                                                          | Harald Østberg Amundsen                                              | Iver Tildheim Andersen                                                                 |
| 3 dicembre 2023                 | Gällivare                    | Svezia                 | 4x7,5 km    | Norvegia Pål Golberg Martin Løwstrøm Nyenget Simen Hegstad Krüger Jan Thomas Jenssen | Svezia I Johan Häggström Calle Halfvarsson Leo Johansson Edvin Anger | Germania Janosch Brugger Albert Kuchler Friedrich Moch Anian Sossau                    |
| 9 dicembre 2023                 | Östersund                    | Svezia                 | SP TC       | Johannes Høsflot Klæbo                                                               | Erik Valnes                                                          | James Clinton Schoonmaker                                                              |
| 10 dicembre 2023                | Östersund                    | Svezia                 | 10 km TL    | Harald Østberg Amundsen                                                              | Simen Hegstad Krüger                                                 | Didrik Tønseth                                                                         |
| 15 dicembre 2025                | Trondheim                    | Norvegia               | SP TL       | Johannes Høsflot Klæbo                                                               | Lucas Chanavat                                                       | Harald Østberg Amundsen                                                                |
| 16 dicembre 2023                | Trondheim                    | Norvegia               | 20 km ST    | Johannes Høsflot Klæbo                                                               | Andrew Musgrave                                                      | Didrik Tønseth                                                                         |
| 17 dicembre 2023                | Trondheim                    | Norvegia               | 10 km TC    | Johannes Høsflot Klæbo                                                               | Pål Golberg                                                          | Henrik Dønnestad                                                                       |
| 30 dicembre 2023 7 gennaio 2024 | Dobbiaco Davos Val di Fiemme | Italia Svizzera Italia | Tour de Ski | Harald Østberg Amundsen                                                              | Friedrich Moch                                                       | Hugo Lapalus                                                                           |
| 19 gennaio 2024                 | Oberhof                      | Germania               | SP TC       | Erik Valnes                                                                          | Ansgar Evensen                                                       | Even Northug                                                                           |
| 20 gennaio 2024                 | Oberhof                      | Germania               | 20 km TC MS | Erik Valnes                                                                          | Martin Løwstrøm Nyenget                                              | Pål Golberg                                                                            |
| 21 gennaio 2024                 | Oberhof                      | Germania               | 4x7,5 km    | Norvegia I Martin Løwstrøm Nyenget Erik Valnes Pål Golberg Johannes Høsflot Klæbo    | Italia I Dietmar Nöckler Elia Barp Simone Daprà Federico Pellegrino  | Norvegia II Håvard Solås Taugbøl Didrik Tønseth Simen Hegstad Krüger Mattis Stenshagen |
| 27 gennaio 2024                 | Goms                         | Svizzera               | SP TL       | Johannes Høsflot Klæbo                                                               | Lucas Chanavat                                                       | Håvard Solås Taugbøl                                                                   |
| 28 gennaio 2024                 | Goms                         | Svizzera               | 20 km TL MS | Johannes Høsflot Klæbo                                                               | Simen Hegstad Krüger                                                 | Jules Lapierre                                                                         |
| 9 febbraio 2024                 | Canmore                      | Canada                 | 15 km TL MS | Simen Hegstad Krüger                                                                 | Harald Østberg Amundsen                                              | Mika Vermeulen                                                                         |
| 10 febbraio 2024                | Canmore                      | Canada                 | SP TL       | Johannes Høsflot Klæbo                                                               | Erik Valnes                                                          | Edvin Anger                                                                            |
| 11 febbraio 2024                | Canmore                      | Canada                 | 20 km TC MS | Pål Golberg                                                                          | Johannes Høsflot Klæbo                                               | Mattis Stenshagen                                                                      |
| 13 febbraio 2024                | Canmore                      | Canada                 | SP TC       | Johannes Høsflot Klæbo                                                               | Richard Jouve                                                        | Erik Valnes                                                                            |
| 17 febbraio 2024                | Minneapolis                  | Stati Uniti            | SP TL       | Johannes Høsflot Klæbo                                                               | Federico Pellegrino                                                  | Håvard Solås Taugbøl                                                                   |
| 18 febbraio 2024                | Minneapolis                  | Stati Uniti            | 10 km TL    | Gus Schumacher                                                                       | Harald Østberg Amundsen                                              | Pål Golberg                                                                            |
| 1º marzo 2024                   | Lahti                        | Finlandia              | TS TC       | Norvegia I Pål Golberg Johannes Høsflot Klæbo                                        | Norvegia II Håvard Solås Taugbøl Even Northug                        | Finlandia I Iivo Niskanen Lauri Vuorinen                                               |
| 2 marzo 2024                    | Lahti                        | Finlandia              | 20 km TC    | Johannes Høsflot Klæbo                                                               | Iivo Niskanen                                                        | Martin Løwstrøm Nyenget                                                                |
| 3 marzo 2024                    | Lahti                        | Finlandia              | SP TL       | Johannes Høsflot Klæbo                                                               | Lucas Chanavat                                                       | Valerio Grond                                                                          |
| 10 marzo 2024                   | Oslo                         | Norvegia               | 50 km TC MS | Johannes Høsflot Klæbo                                                               | Martin Løwstrøm Nyenget                                              | Pål Golberg                                                                            |
| 12 marzo 2024                   | Drammen                      | Norvegia               | SP TC       | Johannes Høsflot Klæbo                                                               | Håvard Solås Taugbøl                                                 | Even Northug                                                                           |
| 15 marzo 2024                   | Falun                        | Svezia                 | SP TC       | Johannes Høsflot Klæbo                                                               | Lauri Vuorinen                                                       | Harald Østberg Amundsen                                                                |
| 16 marzo 2024                   | Falun                        | Svezia                 | 10 km TC    | Johannes Høsflot Klæbo                                                               | Iivo Niskanen                                                        | Martin Løwstrøm Nyenget                                                                |
| 17 marzo 2024                   | Falun                        | Svezia                 | 20 km TL MS | Johannes Høsflot Klæbo                                                               | Gjøran Tefre                                                         | Martin Løwstrøm Nyenget                                                                |

Legenda:

TC = tecnica classica

TL = tecnica libera

SP = sprint

ST = skiathlon

TS = sprint a squadre

MS = partenza in linea 

#### Competizioni intermedie
| Tour de Ski 2023-2024 |                   |                   |                   |                         |                  |                         |
| Data                  | Località          | Nazione           | Specialità        | Primo                   | Secondo          | Terzo                   |
| 30 dicembre 2023      | Dobbiaco          | Italia            | SP TL             | Lucas Chanavat          | Jules Chappaz    | Ben Ogden               |
| 31 dicembre 2023      | Dobbiaco          | Italia            | 10 km TC          | Perttu Hyvärinen        | Erik Valnes      | Harald Østberg Amundsen |
| 1º gennaio 2024       | Dobbiaco          | Italia            | 20 km TL PU       | Harald Østberg Amundsen | Erik Valnes      | Jan Thomas Jenssen      |
| 3 gennaio 2024        | Davos             | Svizzera          | SP TL             | Lucas Chanavat          | Edvin Anger      | Federico Pellegrino     |
| 4 gennaio 2024        | Davos             | Svizzera          | 20 km TC PU       | Harald Østberg Amundsen | Henrik Dønnestad | Martin Løwstrøm Nyenget |
| 6 gennaio 2024        | Val di Fiemme     | Italia            | 15 km TC MS       | Erik Valnes             | William Poromaa  | Cyril Fähndrich         |
| 7 gennaio 2024        | Val di Fiemme     | Italia            | 10 km TL MS       | Jules Lapierre          | Friedrich Moch   | Hugo Lapalus            |
| Classifica finale     | Classifica finale | Classifica finale | Classifica finale | Harald Østberg Amundsen | Friedrich Moch   | Hugo Lapalus            |

Legenda:

TC = tecnica classica

TL = tecnica libera

SP = sprint

PU = inseguimento

MS = partenza in linea

### Classifiche

#### Generale
| Pos. | Nome                    | Nazione  | Punti |
| ---- | ----------------------- | -------- | ----- |
| 1    | Harald Østberg Amundsen | Norvegia | 2654  |
| 2    | Johannes Høsflot Klæbo  | Norvegia | 2600  |
| 3    | Erik Valnes             | Norvegia | 2106  |
| 4    | Pål Golberg             | Norvegia | 1869  |
| 5    | Martin Løwstrøm Nyenget | Norvegia | 1409  |
| 6    | Friedrich Moch          | Germania | 1305  |
| 7    | Mika Vermeulen          | Austria  | 1286  |
| 8    | Federico Pellegrino     | Italia   | 1229  |
| 9    | Hugo Lapalus            | Francia  | 1201  |
| 10   | Antoine Cyr             | Canada   | 1095  |

#### Distanza
| Pos. | Nome                    | Nazione  | Punti |
| ---- | ----------------------- | -------- | ----- |
| 1    | Harald Østberg Amundsen | Norvegia | 1571  |
| 2    | Johannes Høsflot Klæbo  | Norvegia | 1389  |
| 3    | Pål Golberg             | Norvegia | 1334  |
| 4    | Martin Løwstrøm Nyenget | Norvegia | 1154  |
| 5    | Mika Vermeulen          | Austria  | 1029  |

#### Sprint
| Pos. | Nome                    | Nazione  | Punti |
| ---- | ----------------------- | -------- | ----- |
| 1    | Johannes Høsflot Klæbo  | Norvegia | 1211  |
| 2    | Erik Valnes             | Norvegia | 1004  |
| 3    | Lucas Chanavat          | Francia  | 937   |
| 4    | Håvard Solås Taugbøl    | Norvegia | 803   |
| 5    | Harald Østberg Amundsen | Norvegia | 783   |

## Donne

### Risultati
| Data                            | Località                     | Nazione                | Specialità  | Prima                                                            | Seconda                                                                | Terza                                                                     |
| ------------------------------- | ---------------------------- | ---------------------- | ----------- | ---------------------------------------------------------------- | ---------------------------------------------------------------------- | ------------------------------------------------------------------------- |
| 24 novembre 2023                | Kuusamo                      | Finlandia              | SP TC       | Emma Ribom                                                       | Jonna Sundling                                                         | Kristine Stavås Skistad                                                   |
| 25 novembre 2023                | Kuusamo                      | Finlandia              | 10 km TC    | Ebba Andersson                                                   | Rosie Brennan                                                          | Frida Karlsson                                                            |
| 26 novembre 2023                | Kuusamo                      | Finlandia              | 20 km TL MS | Moa Olsson                                                       | Jessica Diggins                                                        | Rosie Brennan                                                             |
| 2 dicembre 2023                 | Gällivare                    | Svezia                 | 10 km TL    | Jessica Diggins                                                  | Ebba Andersson                                                         | Moa Olsson                                                                |
| 3 dicembre 2023                 | Gällivare                    | Svezia                 | 4x7,5 km    | Svezia Moa Lundgren Emma Ribom Ebba Andersson Moa Olsson         | Germania I Laura Gimmler Katharina Hennig Pia Fink Victoria Carl       | Stati Uniti Jessica Diggins Rosie Brennan Sophia Laukli Julia Kern        |
| 9 dicembre 2023                 | Östersund                    | Svezia                 | SP TC       | Emma Ribom                                                       | Kristine Stavås Skistad                                                | Linn Svahn                                                                |
| 10 dicembre 2023                | Östersund                    | Svezia                 | 10 km TL    | Jessica Diggins                                                  | Heidi Weng                                                             | Victoria Carl                                                             |
| 15 dicembre 2025                | Trondheim                    | Norvegia               | SP TL       | Kristine Stavås Skistad                                          | Linn Svahn                                                             | Emma Ribom                                                                |
| 16 dicembre 2023                | Trondheim                    | Norvegia               | 20 km ST    | Ebba Andersson                                                   | Jessica Diggins                                                        | Heidi Weng                                                                |
| 17 dicembre 2023                | Trondheim                    | Norvegia               | 10 km TC    | Victoria Carl                                                    | Rosie Brennan                                                          | Ebba Andersson                                                            |
| 30 dicembre 2023 7 gennaio 2024 | Dobbiaco Davos Val di Fiemme | Italia Svizzera Italia | Tour de Ski | Jessica Diggins                                                  | Heidi Weng                                                             | Kerttu Niskanen                                                           |
| 19 gennaio 2024                 | Oberhof                      | Germania               | SP TC       | Linn Svahn                                                       | Frida Karlsson                                                         | Jonna Sundling                                                            |
| 20 gennaio 2024                 | Oberhof                      | Germania               | 20 km TC MS | Frida Karlsson                                                   | Katharina Hennig                                                       | Kerttu Niskanen                                                           |
| 21 gennaio 2024                 | Oberhof                      | Germania               | 4x7,5 km    | Svezia I Linn Svahn Frida Karlsson Ebba Andersson Jonna Sundling | Germania I Katherine Sauerbrey Katharina Hennig Pia Fink Victoria Carl | Finlandia Johanna Matintalo Anne Kyllönen Krista Pärmäkoski Jasmi Joensuu |
| 27 gennaio 2024                 | Goms                         | Svizzera               | SP TL       | Linn Svahn                                                       | Maja Dahlqvist                                                         | Jonna Sundling                                                            |
| 28 gennaio 2024                 | Goms                         | Svizzera               | 20 km TL MS | Jessica Diggins                                                  | Frida Karlsson                                                         | Nadine Fähndrich                                                          |
| 9 febbraio 2024                 | Canmore                      | Canada                 | 15 km TL MS | Jessica Diggins                                                  | Delphine Claudel                                                       | Heidi Weng                                                                |
| 10 febbraio 2024                | Canmore                      | Canada                 | SP TL       | Kristine Stavås Skistad                                          | Maja Dahlqvist                                                         | Linn Svahn                                                                |
| 11 febbraio 2024                | Canmore                      | Canada                 | 20 km TC MS | Frida Karlsson                                                   | Kerttu Niskanen                                                        | Heidi Weng                                                                |
| 13 febbraio 2024                | Canmore                      | Canada                 | SP TC       | Linn Svahn                                                       | Kristine Stavås Skistad                                                | Jonna Sundling                                                            |
| 17 febbraio 2024                | Minneapolis                  | Stati Uniti            | SP TL       | Jonna Sundling                                                   | Linn Svahn                                                             | Kristine Stavås Skistad                                                   |
| 18 febbraio 2024                | Minneapolis                  | Stati Uniti            | 10 km TL    | Jonna Sundling                                                   | Frida Karlsson                                                         | Jessica Diggins                                                           |
| 1º marzo 2024                   | Lahti                        | Finlandia              | TS TC       | Svezia I Jonna Sundling Linn Svahn                               | Finlandia I Krista Pärmäkoski Johanna Matintalo                        | Germania I Katharina Hennig Laura Gimmler                                 |
| 2 marzo 2024                    | Lahti                        | Finlandia              | 20 km TC    | Krista Pärmäkoski                                                | Victoria Carl                                                          | Kerttu Niskanen                                                           |
| 3 marzo 2024                    | Lahti                        | Finlandia              | SP TL       | Kristine Stavås Skistad                                          | Coletta Rydzek                                                         | Maja Dahlqvist                                                            |
| 9 marzo 2024                    | Oslo                         | Norvegia               | 50 km TC MS | Frida Karlsson                                                   | Ebba Andersson                                                         | Katharina Hennig                                                          |
| 12 marzo 2024                   | Drammen                      | Norvegia               | SP TC       | Kristine Stavås Skistad                                          | Linn Svahn                                                             | Rosie Brennan                                                             |
| 15 marzo 2024                   | Falun                        | Svezia                 | SP TC       | Kristine Stavås Skistad                                          | Linn Svahn                                                             | Jonna Sundling                                                            |
| 16 marzo 2024                   | Falun                        | Svezia                 | 10 km TC    | Kerttu Niskanen                                                  | Johanna Matintalo                                                      | Jonna Sundling                                                            |
| 17 marzo 2024                   | Falun                        | Svezia                 | 20 km TL MS | Jessica Diggins                                                  | Heidi Weng                                                             | Anne Kjersti Kalvå                                                        |

Legenda:

TC = tecnica classica

TL = tecnica libera

SP = sprint

ST = skiathlon

TS = sprint a squadre

MS = partenza in linea 

#### Competizioni intermedie
| Tour de Ski 2023-2024 |                   |                   |                   |                 |                         |                         |
| Data                  | Località          | Nazione           | Specialità        | Prima           | Seconda                 | Terza                   |
| 30 dicembre 2023      | Dobbiaco          | Italia            | SP TL             | Linn Svahn      | Jonna Sundling          | Kristine Stavås Skistad |
| 31 dicembre 2023      | Dobbiaco          | Italia            | 10 km TC          | Kerttu Niskanen | Victoria Carl           | Jessica Diggins         |
| 1º gennaio 2024       | Dobbiaco          | Italia            | 20 km TL PU       | Jessica Diggins | Victoria Carl           | Linn Svahn              |
| 3 gennaio 2024        | Davos             | Svizzera          | SP TL             | Linn Svahn      | Kristine Stavås Skistad | Jessica Diggins         |
| 4 gennaio 2024        | Davos             | Svizzera          | 20 km TC PU       | Kerttu Niskanen | Rosie Brennan           | Jessica Diggins         |
| 6 gennaio 2024        | Val di Fiemme     | Italia            | 15 km TC MS       | Linn Svahn      | Frida Karlsson          | Katharina Hennig        |
| 7 gennaio 2024        | Val di Fiemme     | Italia            | 10 km TL MS       | Sophia Laukli   | Heidi Weng              | Delphine Claudel        |
| Classifica finale     | Classifica finale | Classifica finale | Classifica finale | Jessica Diggins | Heidi Weng              | Kerttu Niskanen         |

Legenda:

TC = tecnica classica

TL = tecnica libera

SP = sprint

PU = inseguimento

MS = partenza in linea

### Classifiche

#### Generale
| Pos. | Nome            | Nazione     | Punti |
| ---- | --------------- | ----------- | ----- |
| 1    | Jessica Diggins | Stati Uniti | 2746  |
| 2    | Linn Svahn      | Svezia      | 2571  |
| 3    | Frida Karlsson  | Svezia      | 2309  |
| 4    | Victoria Carl   | Germania    | 2114  |
| 5    | Kerttu Niskanen | Finlandia   | 2080  |
| 6    | Jonna Sundling  | Svezia      | 2066  |
| 7    | Rosie Brennan   | Stati Uniti | 2019  |
| 8    | Heidi Weng      | Norvegia    | 1673  |
| 9    | Emma Ribom      | Svezia      | 1636  |
| 10   | Ebba Andersson  | Svezia      | 1409  |

#### Distanza
| Pos. | Nome            | Nazione     | Punti |
| ---- | --------------- | ----------- | ----- |
| 1    | Jessica Diggins | Stati Uniti | 1623  |
| 2    | Victoria Carl   | Germania    | 1399  |
| 3    | Ebba Andersson  | Svezia      | 1355  |
| 4    | Kerttu Niskanen | Finlandia   | 1354  |
| 5    | Frida Karlsson  | Svezia      | 1321  |

#### Sprint
| Pos. | Nome                    | Nazione     | Punti |
| ---- | ----------------------- | ----------- | ----- |
| 1    | Linn Svahn              | Svezia      | 1274  |
| 2    | Kristine Stavås Skistad | Norvegia    | 1101  |
| 3    | Jonna Sundling          | Svezia      | 918   |
| 4    | Maja Dahlqvist          | Svezia      | 823   |
| 5    | Jessica Diggins         | Stati Uniti | 823   |

## Misto

### Risultati
| Data            | Località | Nazione  | Specialità | Prima                                                          | Seconda                                                             | Terza                                                                                      |
| --------------- | -------- | -------- | ---------- | -------------------------------------------------------------- | ------------------------------------------------------------------- | ------------------------------------------------------------------------------------------ |
| 26 gennaio 2024 | Goms     | Svizzera | 4x5 km     | Svezia I William Poromaa Frida Karlsson Jens Burman Linn Svahn | Svezia II Johan Häggström Ebba Andersson Edvin Anger Maja Dahlqvist | Norvegia I Martin Løwstrøm Nyenget Margrethe Bergane Simen Hegstad Krüger Tiril Udnes Weng |